# Józef Kapiak

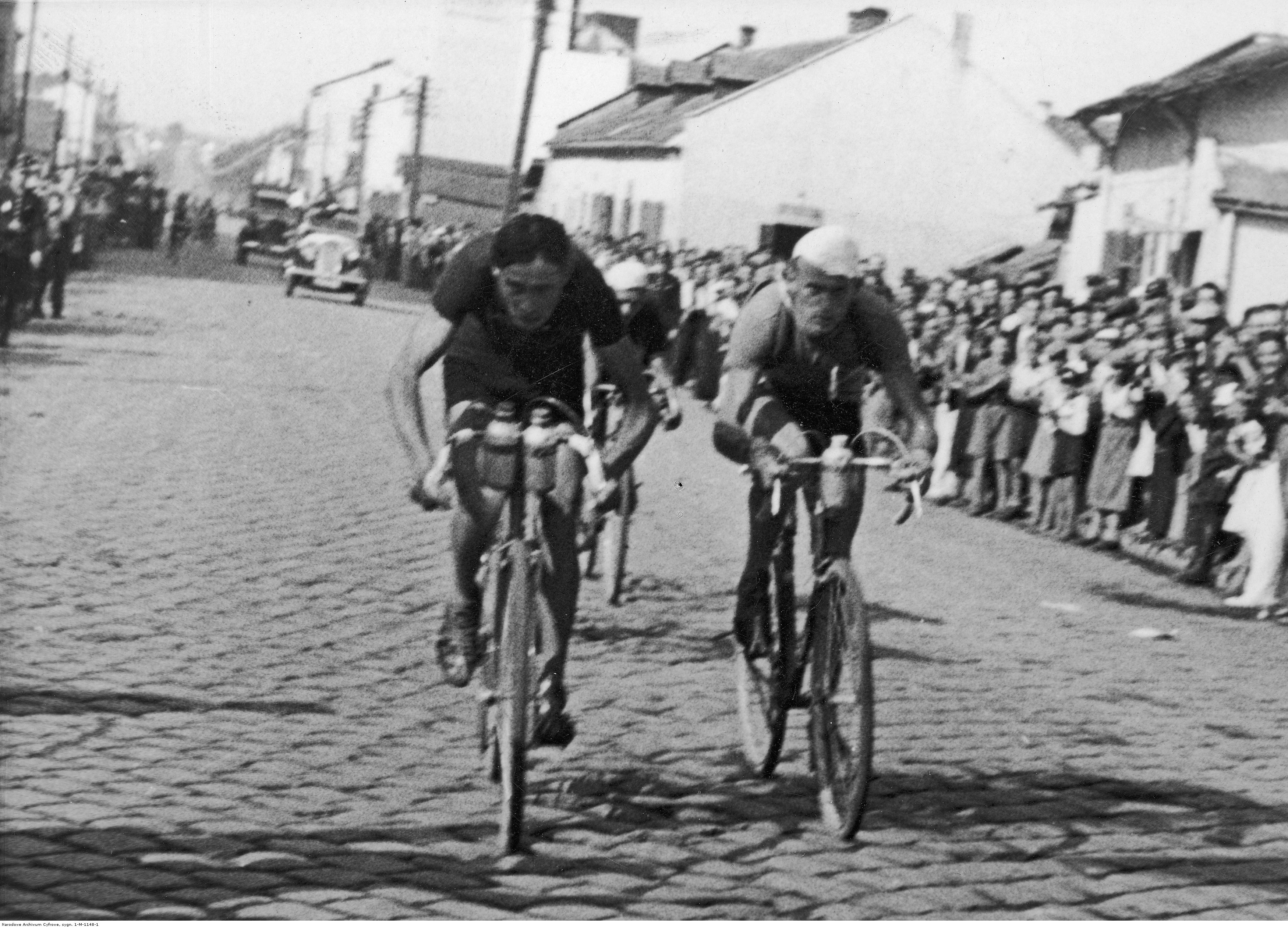
Józef Kapiak (links) und Zygmunt Wiśniewski (1937)

Józef Kapiak (* Oktober 1914 in Warschau; † 21. Juni 1989) war ein polnischer Radrennfahrer und polnischer Meister im Radsport.

## Sportliche Laufbahn
Kapiak begann seine Laufbahn in seiner Heimatstadt. Er startete im Lauf der Jahre für die Warschauer Vereine Orlęta Warszawa, RKS Prąd Warszawa, Warszawianka und Jur Warsaw.
1938 und 1939 wurde er polnischer Bergmeister. Nach dem Zweiten Weltkrieg konnte er diesen Titel 1948 wiederum gewinnen. 1937 und 1938 vertrat er Polen bei den UCI-Straßenweltmeisterschaften. Mit 37 Jahren gewann er schließlich die polnische Meisterschaft im Straßenrennen zum zweiten Mal, nachdem er bereits 1938 siegreich war. Drei Titel im Mannschaftszeitfahren (1947, 1948, 1951) mit unterschiedlichen Vereinen ergänzten seine nationalen Palmares. An der Internationalen Friedensfahrt nahm er dreimal teil, Platz drei 1948 auf der Route von Prag nach Warschau war sein bestes Ergebnis.

## Palmarès
| Jahr | Erfolg | Rennen                                               |
| ---- | ------ | ---------------------------------------------------- |
| 1937 | Sieger | 7. Etappe Polen-Rundfahrt                            |
| 1937 | Sieger | 8. Etappe Polen-Rundfahrt                            |
| 1937 | 2.     | 9. Etappe Polen-Rundfahrt                            |
| 1937 | 3.     | Gesamtwertung Polen-Rundfahrt                        |
| 1939 | Sieger | 2. Etappe Polen-Rundfahrt                            |
| 1946 | 3.     | Nationalmeisterschaft, Straße, Teamzeitfahren, Polen |
| 1947 | 2.     | 4. Etappe Polen-Rundfahrt                            |
| 1948 | 3.     | 1. Etappe Polen-Rundfahrt                            |
| 1948 | 2.     | 4. Etappe Polen-Rundfahrt                            |
| 1948 | 3.     | 7. Etappe Friedensfahrt                              |
| 1948 | 3.     | Gesamtwertung Friedensfahrt                          |
| 1948 | Sieger | Bergmeisterschaft, Straße, Polen                     |
| 1951 | Sieger | Nationalmeisterschaft, Straße, Polen                 |
| 1952 | 2.     | 10. Etappe, Teil b, Polen-Rundfahrt                  |
| 1952 | 2.     | Gesamtwertung Polen-Rundfahrt                        |

## Berufliches
Nach Beendigung seiner Sportkarriere arbeitete er als Trainer bei Legia Warschau und trainierte unter anderem Stanisław Królak und Andrzej Trochanowski.

## Familiäres
Er war der jüngere Bruder von Mieczysław Kapiak, der ebenfalls Radsportler war und an den Olympischen Spielen 1936 in Berlin teilgenommen hatte.